# Lauren Ward
Lauren Ward (Lincoln, 19 giugno 1970) è un'attrice e cantante statunitense nota soprattutto per il suo lavoro nel teatro musicale di Broadway e del West End.

## Biografia
Ha recitato in numerosi musical a Londra e New York, tra cui Carousel (Broadway, 1994; New York, 2002), Violet (Off Broadway, 1997), 1776 (Broadway, 1997), Follies (Broadway, 2001), Camelot (Londra, 2004), The Sound of Music (Londra, 2006), Matilda the Musical (Londra, 2011; Broadway, 2013), Caroline, or Change (Londra, 2018) e Dear Evan Hansen (Londra, 2019; candidata al Laurence Olivier Award alla migliore attrice non protagonista in un musical).
È sposata con il regista Matthew Warchus, da cui ha avuto tre figli.

## Filmografia parziale

### Cinema
- In & Out, regia di Frank Oz (1997)
- Il segreto di Joe Gould (Joe Gould's Secret), regia di Stanley Tucci (2000)

### Televisione
- Law & Order - Unità vittime speciali - serie TV, 1 episodio (2003)
- Torchwood - serie TV, 1 episodio (2008)
- Jack Frost - serie TV, 1 episodio (2008)
- Kiss Me First - serie TV, 1 episodio (2018)